# داجمار لانج
داجمار لانج (بالسويدية: Dagmar Lange) هي كاتِبة سويدية، ولدت في 31 مارس 1914 في فيستيروس في السويد، وتوفيت في 9 أكتوبر 1991 في نورا في السويد.

## وصلات خارجية
- داجمار لانج على موقع IMDb (الإنجليزية)
- داجمار لانج على موقع قاعدة بيانات الفيلم (الإنجليزية)